# Aeroportul Prieska
Aeroportul Prieska (IATA: PRK, ICAO: FAPK) este un aeroport din Africa de Sud.
aeroportul dispune de o singură pistă.